# Cuestión del Paposo
La «cuestión del Paposo» es la denominación del desacuerdo entre los gobiernos de Bolivia y de Chile, —y de historiadores de ambos países y en menor medida también de Argentina y Perú— referente a la pertenencia jurisdiccional del territorio del desierto de Atacama durante los años de dominio de la Corona española en la región. El nombre alude al caserío indígena de Paposo (25°01′S 70°28′O / -25.017, -70.467), uno de los tres asentamientos costeros con aptitud de puerto —siendo los otros dos Cobija (22°33′S 70°16′O / -22.550, -70.267) y Mejillones (23°06′S 70°27′O / -23.100, -70.450)—, que entonces existían en el desierto que se extiende entre los ríos Loa y Copiapó y la puna de Atacama.
El gobierno de Chile encargó el estudio del asunto a Miguel Luis Amunátegui, quien publicó su libro al respecto, La cuestión de límites entre Chile y Bolivia (1863), en el que negó que la provincia de Charcas haya tenido jurisdicción sobre la costa del océano Pacífico, sosteniendo que el reino de Chile limitaba por el norte con el virreinato del Perú, lo cual ha sido desde entonces la posición oficial de la República de Chile. El gobierno y escritores de Bolivia —principiando por Casimiro Olañeta en 1843—, por el contrario, argumentan actos de jurisdicción de parte de autoridades coloniales de Charcas en Cobija, señalando que el río Salado era el límite norte de Chile y negando que haya tenido límites con el Perú. En Argentina, los mapas del virreinato del Río de la Plata que se han publicado normalmente coinciden con la posición de Bolivia, asignando parte del desierto de Atacama a la jurisdicción del virrey de Buenos Aires.

## Antecedentes

### Límites jurisdiccionales de las reales audiencias
Uno de los principales motivos de la disputa es la posible contradicción en la Recopilación de Leyes de Indias de 1680, en donde la ley IX del título XV (De las Audiencias y Chancillerias Reales de las Indias) del libro II, expresa que el territorio jurisdiccional de la Real Audiencia de Charcas tenía costas en el mar del Sur, es decir, en océano Pacífico, mientras que la ley V hace colindantes a los territorios jurisdiccionales de las reales audiencias de Lima y de Santiago de Chile, lo cual no sería posible si la Audiencia de Charcas se interponía alcanzando el mar al norte del territorio jurisdiccional de la Audiencia de Chile.
Los escritores chilenos argumentan respecto a la citada ley IX, expresando que al momento de la elaboración de la recopilación ya existía la Real Audiencia de Buenos Aires, mencionada en la propia ley, por lo que tampoco el territorio de la Audiencia de Charcas podía alcanzar las costas del océano Atlántico, y en ese sentido, consideran que en esa ley el recopilador incurrió en un error al actualizarla, al mantener la mención oceánica. El historiador argentino Manuel Ricardo Trelles sostuvo que la mención al mar del Sur no se refería a las costas del desierto de Atacama, sino que el territorio jurisdiccional de la Real Audiencia de Charcas alcanzaba las costas de los dos océanos en la Patagonia, antes de la creación de la Audiencia de Buenos Aires.
Respecto de la Real Audiencia de Lima, creada el 20 de noviembre de 1542 por el rey Carlos I, la ley V (Audiencia y Chancilleria Real de Lima en el Perú), del título XV, del libro II de la Recopilación de 1680, señala que sus límites luego de la creación de la Real Audiencia de Charcas corrían por el litoral costero del Pacífico desde la Ciudad de los Reyes (Lima) hasta Chile:

En la Ciudad de los Reyes Lima, Cabeça de las Provincias del Perú, resida otra nuestra Audiencia y Chancilleria Real, [...] y tenga por distrito la Costa, que hay desde la dicha Ciudad, hasta el Reyno de Chile exclusivé, [...] partiendo terminos por el Septentrion [norte] con la Real Audiencia de Quito: por el Mediodia [sur] con la de la Plata: por el Poniente [oeste] por la Mar del Sur [Océano Pacífico]: 'y por el Levante [este] con Provincias no descubiertas [...]

La Real Audiencia de Charcas fue creada por el rey Felipe II el 4 de septiembre de 1559 como parte del Virreinato del Perú, y su territorio jurisdiccional está descripto en la Recopilación de Leyes de Indias en la ley IX (Audiencia y Chancilleria Real de la Plata, Provincia de los Charcas), del título XV del libro II.

En la Ciudad de la Plata de la Nueva Toledo, Provincia de los Charcas, en el Perú, resida otra nuestra Audiencia y Chancilleria Real: [...] partiendo terminos: por el Septentrion [norte] con la Real Audiencia de Lima, y Provincias no descubiertas: por el Mediodia [sur] con la Real Audiencia de Chile: y por el Levante y Poniente [este y oeste] con los dos Mares del Norte [Océano Atlántico] y del Sur [Océano Pacífico], y línea de la demarcacion entre las Coronas de los Reynos de Castilla y de Portugal, por la parte de la Provincia de Santa Cruz del Brasil [...]

La Real Audiencia de Santiago de Chile fue creada por el rey Felipe III en 1605, y su distrito está indicado en la ley XII (Audiencia y Chancilleria Real de Santiago de Chile), del título XV, del libro II de la Recopilación de 1680, estableciendo que esta tenga por distrito todo el dicho Reyno de Chile, con las Ciudades, Villas, Lugares y tierras, que se incluyen en el gobierno de aquellas Provincias.
En 1573, cuando ya existían las audiencias de Lima, Charcas y de Concepción (Chile), el virrey del Perú Francisco de Toledo escribió al rey de España que:

La gobernación de los Reynos del Pirú tiene por límites la costa y mar del sur á la parte del poniente, empezando desde el pueblo y cabo de Pasao hasta Sansay, que es lo último del despoblado de Atacama que divide los términos del Pirú y Chile.

Sansay como confín sur del desierto de Atacama y límite norte del Reino del Chile y sur del Reino del Perú, y por lo tanto límite de las audiencias de Chile y Lima, se halla a 22° 30' Sur.

### El corregimiento y partido de Atacama
Cuando el virrey del Perú Francisco de Toledo, el 22 de diciembre de 1574 reorganizó los corregimientos de indios, figuraba entre ellos el Corregimiento de Atacama, Lípez y Condes, bajo la dependencia del Corregimiento de Potosí. Para 1620 se lo denominaba Corregimiento de Atacama y los Lipes, y posteriormente fue dividido en dos corregimientos, el de Atacama y el de Lípez.

### La Arquidiócesis de Charcas
Al igual que todo el corregimiento, y posterior gobierno de Potosí, el corregimiento de Atacama formaba parte de la Arquidiócesis de La Plata o de Charcas, que fue erigida como diócesis el 27 de junio de 1551, dentro del territorio jurisdiccional de la Real Audiencia de Charcas.

### Charcas y el virreinato del Río de la Plata

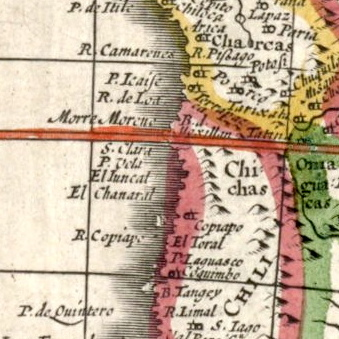
Límite de Chile y Perú en el río Loa, en un mapa del año 1662.

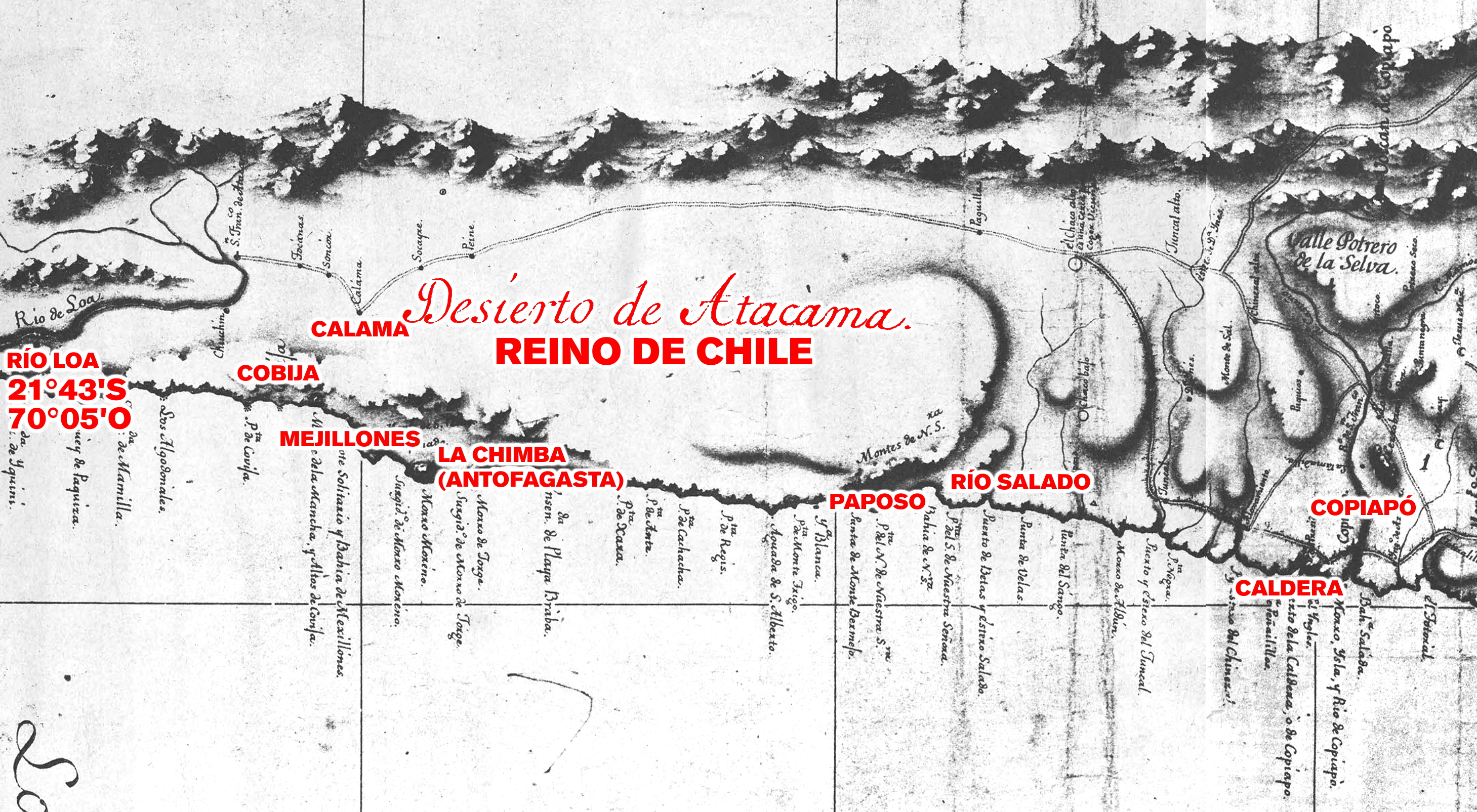
Mapa de Andrés Baleato, de 1793 mostrando el límite entre Chile y Perú en el río Loa.

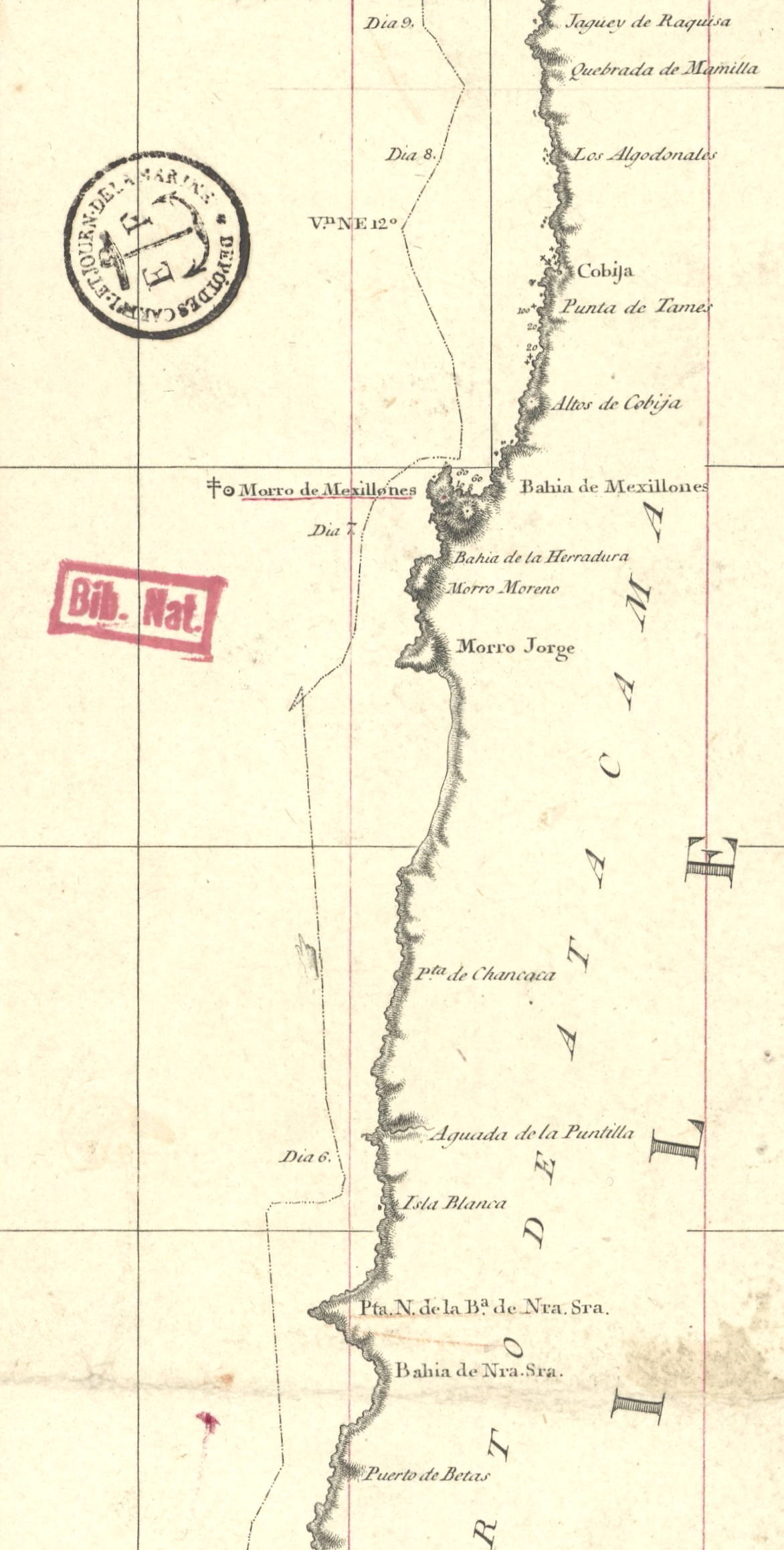
La costa de la actual región de Antofagasta en la Carta esférica de las costas del Reyno de Chile de 1799.

La creación del Virreinato del Río de la Plata hizo que el territorio de la Audiencia de Charcas pasase a ese nuevo virreinato en 1776.
El 6 de septiembre de 1777 se emite una Real Orden referida al cobro relacionada al almojarifazgo y alcabalas en Chile el cual hace mención del despoblado de Atacama como parte de la jurisdicción chilena:

Aunque en el corregimiento de Copiapó, cuya cabeza es la villa de San Francisco de la Selva, se contienen los puertos de Cobija y bahía de Mexillones, puerto de Betas, el de Juncal, el de Copiapó o la Caldera, Bahía Salada, puerto del Totoral y el del Huasco, como son tan accidentales las arribadas de navíos con este arreglo, y también a las cortas entradas que puedan ocurrir por la cordillera, camino del Despoblado y de territorio de aquella jurisdicción, el administrador de este destino propondrá el sujeto o sujetos que conceptuare necesarios para la mejor recaudación de dichos ramos y aumento de la Real hacienda
Archivo General de Indias de Sevilla, Audiencia de Chile, legajo 328.

La Real Ordenanza de Intendentes de Ejército y Provincia del rey Carlos III de 28 de enero de 1782, dividió el Virreinato del Río de la Plata en ocho intendencias, creando entre ellas la Intendencia de Potosí sobre parte del territorio jurisdiccional de la Arquidiócesis de Charcas, incluyendo a Atacama con la categoría de partido:

(...) otra en la Ciudad de La Plata, cuyo distrito será el del Arzobispado de Charcas, excepto la Villa de Potosí con todo el territorio de la Provincia de Porco en que está situada, y los de los de Chachanta o Charcas, Atacama, Lípez, Chichas y Tarija, pues estas cinco Provincias han de componer el distrito privativo de la restante Intendencia, que ha de situarse en la expresada Villa, y tener unida la superintendencia de aquella Real Casa de Moneda, la de sus Minas y Mita, y la del Banco de rescates con lo demás correspondiente.

El segundo virrey de Buenos Aires, Juan José de Vértiz y Salcedo, entendiendo que el territorio de la Audiencia de Charcas llegaba hasta el Pacífico, por el desierto de Atacama, consideró al puerto de Cobija como parte del Partido de Atacama, dentro de su jurisdicción, y ordenó una expedición de reconocimiento. En la Memoria que le dejó a su sucesor con fecha 12 de marzo de 1784, expresó:

Segun se iban premeditando las cosas se adelantaban sucesivamente las defensas asi en estas partes como en las demas del Perú pertenecientes á este Vireynato que alcanza hasta la costa de la Provincia de Atacama, en cuyo distrito se halla el puerto de Cobija en la mar del Sud, que se reconoció á mi orden por el Capitan de dragones de milicias de Chichas Don Juan Antonio Perez, por cuya relacion, y por la verbal que me hizo el corregidor Don José Maria Paniagua, se halló imposible de desembarcar enemigo alguno en él, por mediar del puerto á la primera aguada treinta ó cuarenta leguas, sin ganado, víveres de consumo, y ser el camino de arenales muy calorosos; no obstante se advirtió á los corregidores de aquellas inmediatas partes estuviesen prontos y atentos á socorrer al corregidor de Atacama como los de Arequipa, Arica, y demas del Vireynato de Lima, á cuyos territorios corresponden algunos puertos del mismo mar del Sud. Dispuestas asi las cosas, y distribuidas las tropas con proporcion á su corto número y muchos objetos, comenzaron á llegarme las noticias de las conmociones populares asi del Vireynato del Perú como de este, que me pusieron en el mayor cuidado segun he referido á V. E. (...)

En 1787 el gobernador intendente de Potosí, Juan del Pino Manrique, hizo una descripción de la Villa Imperial de Potosí y los partidos sujetos a su intendencia, expresando que el puerto de Cobija era parte del curato de Atacama la Baja, dentro de la Arquidiócesis de Charcas:

El partido de Atacama, situado al extremo de la Provincia, linda por la parte del norte con el de Lipes y el de Tarapaca del vireynato de Lima, por el sud con el reyno de Chile, por el este con la Provincia del Tucuman y por el oeste, con la costa del mar del sur.
 Tiene dos curatos, el uno nombrado San Pedro de Atacama, dista 160 leguas de esta capital con cinco anexos, que son San Lucas de Toconao, Santiago de Socaire, San Roque de Peyne, Susquis é Ingaguasi (...) El curato de Atacama la baja dista 150 leguas de Potosí, tiene cinco anexos, entre ellos el puerto de Cobija (...) En el distrito de este curato está el puerto de Santa Maria Magdalena de Cobija, cuya situacion, proporciones, seguridad ó riesgo de enemigos, modo de habitarlo y demas, se comprende en el informe hecho por el comisionado para su reconocimiento en 19 de mayo de este año, de que se dirigió copia á ese Superior Gobierno.
 (...) Los que no se ocupan en este tragin, viven dedicados al cambio y rescate del pescado congrio y charquesillo, que regularmente conducen á esta plaza, á Chuquisaca y Oruro, para lograr del mayor aumento en su estimacion: las primeras manos expendedoras son los indios naturales del puerto de Cobija (...) Extiéndese el referido partido de norte á sur 100 leguas, 65 del este á oeste, 320 de circunferencia, siendo el partido mas despoblado de cuantos componen la Intendencia.

En el año 1791, Pedro Vicente Cañete y Domínguez, teniente letrado y asesor del Intendente de Potosí, publicó la Guía histórica, geográfica, física, política civil y legal del Gobierno e Intendencia de la Provincia de Potosí, señalando en relación con el Partido de Atacama lo siguiente:

Este Partido se dilata por lo ancho sobre la costa del Mar del Sur, a poco más de 100 leguas desde el Río Salado, que lo divide del Reino de Chile hasta el de Loa, que sirve de lindero con la jurisdicción de Pica. Su longitud corre de Este a Oeste hasta sesenta y cinco leguas, confinando con la Provincia de Salta y Partido de Lípez, en la forma que demuestra el mapa general de Potosí.
Guía histórica, geográfica, física, política civil y legal del Gobierno e Intendencia de la Provincia de Potosí.

En el mapa levantada por la Armada española en 1792 se incluye dentro de Chile desde el paralelo 22° al sur, en otras palabras, desde la zona del río Loa. En el mapa de 1793 elaborado por Andrés Baleato, director de la Escuela Náutica de Lima, por orden del virrey Francisco Gil de Taboada y Lemus, Chile tiene como frontera norte el grado 21° y medio, en específico la desembocadura del río Loa, haciendo mención explícita que la zona estaba despoblada y recién habían poblados desde el paralelo 24°. En la memoria del Francisco Gil de Taboada que le dio a su sucesor Ambrosio O'Higgins en 1795 se describe el límite entre el Perú y Chile el río Loa.
Hipólito Unanue publica sobre el Virreinato de Perú en 1797 lo siguiente: 

La ensenada de Túmbez lo separa por el norte del Nuevo Reino de Granada y el río Loa por el sur del desierto de Atacama y reino de Chile
Guía política, eclesiástica y militar del virreinato del Perú de 1797

## Situación de Paposo
La zona de la rada de Paposo fue habitada por indígenas changos desde épocas prehispánicas, atraídos por la presencia de agua potable en superficie. Estos eran nómades costeros y se abastecían en las aguadas del lugar.
A fines del siglo XVII, el corregidor de Copiapó, Francisco de Cisternas y de la Fuente Villalobos, uno de los más acaudalados terratenientes del norte del Reino de Chile, obtuvo por merced de tierras del 4 de julio de 1674 la encomienda de Paposo. A partir de entonces, la rada fue conocida como "Hacienda de Paposo", debido a que el encomendero, aprovechando los pastos naturales del lugar, la dedicó a la crianza de ganado. Desde 1679, el asentamiento habría comenzado a ser denominado Nuestra Señora del Paposo.

### Paposo y el Obispado de Santiago
En diciembre de 1735 el obispo de Santiago de Chile Juan Bravo de Rivero llegó a Paposo y asumió allí su cargo como primer lugar que pisaba perteneciente a su diócesis, luego de ser consagrado en Charcas y tras atravesar el desierto de Atacama.

#### Viceparroquia de Paposo
En 1798 el Obispado de Santiago de Chile creó la viceparroquia de Paposo, dependiente de la parroquia de Copiapó, siendo nombrado vicepárroco el presbítero Rafael Andreu y Guerrero. Previamente los feligreses eran visitados una vez al año por el párroco de Copiapó.

#### Obispo auxiliar para Paposo
El vicepárroco Andreu y Guerrero logró ser autorizado para viajar a España a explicar a las autoridades metropolitanas los beneficios que decía se obtendrían al crear un pueblo en Paposo, por lo que el rey el 26 de junio de 1803, ejerciendo el derecho de Patronato, lo nombró para el cargo de obispo auxiliar de las cuatro diócesis que convergían en la región de Atacama: Charcas, Santiago de Chile, Arequipa, y Córdoba del Tucumán, debiendo regresar a Paposo y colaborar en las operaciones de fortificación y establecimiento de un pueblo, continuando bajo la jurisdicción eclesiástica de Chile.
El papa lo nombró obispo titular de Epifanía para que pudiera ajercer como auxiliar y retornó a América para ser consagrado por el obispo de Santiago. El 26 de junio de 1803 fue comunicado al capitán general de Chile lo siguiente:

Excelentísimo señor: En despacho de este día, ha nombrado el Rey, á consulta del Consejo de Indias, al misionero apostólico Don Rafael Andreu y Guerrero, Obispo auxiliar de las diócesis de Charcas, Santiago de Chile, Arequipa y Córdoba del Tucumán, con residencia ordinaria en los puertos y caletas de San Nicolás y Nuestra Señora del Paposo en el mar del Sur, pertenecientes á la segunda, y con la dotación de tres mil pesos anuales sobre las cajas reales de Chile, mandando que busque sacerdotes idóneos, que lo acompañen en la loable empresa de continuar reduciendo á vida civil y cristiana á aquellos habitantes y otros de las extremidades de las cuatro diócesis referidas, que por la gran distancia de las capitales, aspereza de los caminos y otros obstáculos carecen de la vista de sus diocesanos, y aun de sacerdotes.
 Asimismo, ha resuelto Su Majestad que este ejemplar misionero. Obispo electo, sea auxiliado con todo lo necesario á formar una población arreglada en el paraje más apropósito de los puertos referidos; y no debiendo desentenderse el Consulado de Chile de una empresa tan recomendable por su objeto, como ventajosa para el comercio por las proporciones que ofrece la referida costa, no sólo para la pesca y extracción del más exquisito congrio, sino también para la de la ballena, y aún para la caza de las vicuñas en los desiertos inmediatos, según insinué á VS. en oficio de 18 de abril de 1801, quiere Su Majestad que se le repita la real orden de 22 de mayo siguiente, con estrecho encargo de que contribuya de sus fondos, y con preferencia á otros objetos para la construcción de la iglesia, casas curiales y demás obras públicas, ayudando también la real hacienda con todo lo demás que fuere necesario.
 Y lo traslado á VS. para su puntual cumplimiento, en la inteligencia de que, con esta fecha prevengo al Consulado lo conveniente. Dios guarde á VS. muchos años.— Aranjuez, 26 de junio de 1803.— Soler.— Señor Presidente de Chile.
Comunicación del 26 de junio de 1803

### Paposo y los gobernadores de Chile
El capitán general de Chile Ambrosio O'Higgins, entendiendo que Paposo se hallaba dentro de su jurisdicción, ordenó la realización de varios actos jurisdiccionales, el primero de los cuales fue el 13 de diciembre de 1788.
El 4 de agosto de 1799 Andreu y Guerrero envió una carta al capitán general de Chile, Gabriel de Avilés y del Fierro, describiendo a Paposo como un oasis floreciente que se debía atender. Esto dio lugar a que la Junta de Poblaciones del Reino de Chile y el capitán general tomasen medidas para mejorar las condiciones del caserío indígena enviando subsidios para construir una iglesia, lo cual fue comunicado al rey para su aprobación, quien lo aprobó el 3 de junio de 1801.

El Rey se ha servido aprobar las providencias de VS. y la Junta superior de ese Reino, para reducir á vida civil y cristiana los habitantes dispersos en la costa del sur hacia el puerto de San Nicolás ó de Nuestra Señora del Paposo, de que dió VS. cuenta en testimonio del expediente, en carta de 13 de mayo del año próximo pasado número 31; y deseando Su Majestad que tenga efecto la poblacion proyectada, se ha servido manifestar al Consulado de esa ciudad que sería de su real agrado que contribuya con sus auxilios á esta empresa, en cuanto permitan las demás atenciones de su cargo. Lo que participo á VS. de Real Orden para su inteligencia; y por el Ministerio de Hacienda se comunica la correspondiente al Consulado. Dios guarde á VS. muchos años.—
 Aranjuez y junio 3 de 1801.— José Antonio Caballero. — Señor Presidente y Capitán General del reino de Chile.

La Real Audiencia de Santiago de Chile otorgó a Andreu y Guerrero el cargo de juez comisionado del Paposo.

### Transferencia de Paposo al Virreinato del Perú
Luego de recibir a Andreu y Guerrero el 27 de junio de 1803, el rey Carlos IV decidió el 1 de octubre de ese año mediante una real orden la transferencia de Paposo y su territorio adyacente a la jurisdicción del Virreinato del Perú, sin modificar las jurisdicciones eclesiásticas que existían de hecho.

Enterado el Rey del abandono en que se halla el Puerto de Nuestra Señora del Paposo y sus inmensas costas en el mar del sur, así como de las proporciones que ofrece ol territorio inmediato y el desierto de Atacama para cria de ganados, cosechas de granos y semillas, caza de vicuñas, esplotación de metales y para la pesca del congrio y de ballena: ha resuelto S. M., a consulta de la junta de defensa y fortificación de Indias, que se establezca población formal en el referido puerto o en el parage mas apropósito de sus inmediaciones, reuniendo los naturales y habitantes que hai dispersos y admitiendo los colonos útiles y morigerados que sean de la confianza y aprobación del misionero apostólico don Rafael Andreu y Guerrero, electo obispo auxiliar de la diócesis de Santiago de Chile, Charcas, Arequipa y Córdova del Tucumán, quien regresará en breve al mismo destino para continuar en él su residencia ordinaria, sin perjuicio de visitar de tiempo en tiempo, con asenso de los diocesanos respectivos, las extremidades confinantes de los quatro obispados referidos, que se hallan en igual necesidad que el Paposo por las grandes distancias de sus prelados y fragosidades de los caminos.
 Asimismo ha resuelto S. M. que el espresado puerto, sus costas y territorio se agreguen al virreinato de Lima, así para el gobierno político como para lo militar, por la mayor facilidad con que lo puede defender y porque siendo digna de toda atención, es consiguiente que dependa de aquella capital, cuyo apostadero estiende su jurisdicción hacia el sur a todos los puertos y costas hasta Chiloé, y teniendo S. M. presente que en esta empresa son tan interesadas las provincias del Rio de la Plata y del Perú como ese Reyno de Chile, pues concurren las estremidadts de los tres gobiernos en el territorio indefenso del Paposo y que no hai proporción para todo lo necesario en las dos primeras, se ha servido mandar que V. E. apronte y remita cuantos auxilios necesite y pida el obispo Andreu por sí o por medio del comandante, que elijirá el virey de Lima, sin perjuicio de que contribuya ese consulado para la construcción de iglesia y demas obras públicas, como resolvió S. M. en 26 de junio de este año.
 Dios guarde a V. E. muchos años. —San Lorenzo, octubre 1.° de 1803.— Josef Antonio Caballero.
Comunicación del 1 de octubre de 1803

El 8 de octubre de 1803 la comunicación fue reiterada:

(...) y conformándose el Rey con su dictámen y con el del Señor generalísimo, se ha servido mandar que, por el Ministerio de Gracia y Justicia de Indias de mi cargo, se comuniquen, como lo escrito en esta fecha, las órdenes respectivas para la población y arreglo del ramo político, y por el de Guerra las que convienen á la elección de comisariados que reconozcan el terreno, nombramiento de comandante, defensa y fortificación del puerto; y debiendo concurrir con los auxilios que se ofrezcan los virreyes del Perú, y Buenos Aires, y Presidente de Chile; lo participo á V. E. de real orden, para que se sirva comunicarles las que corresponden á su cumplimiento.
 Y á este fin, lo participo á V. S., cuya vida guarde Dios muchos años.— San Lorenzo, 8 de octubre de 1803.— Velez.
Comunicación del 8 de octubre de 1803

Mostrando gran interés en el tema, las autoridades de la metrópoli voliveron a realizar una comunicación el 10 de octubre de 1803:

(...) la Junta de Fortificaciones y defensa de Indias, ha opinado que merece aquel territorio particular atención, y que conviene dar comisión al Virrey del Perú, á cuya jurisdicción debe agregarse y pertenecer el Paposo, en lo político y militar, para que á satisfacción del citado Obispo y con su acuerdo envíe un ingeniero, y algún oficial de marina, ó piloto que reconozcan con cuidadoso esmero aquellos parajes, especialmente el puerto, y describan el modo menos costoso y más ventajoso de defenderlo, formando para ello el plano correspondiente, y un mapa topográfico de las inmediaciones con el plan de defensa más adaptable á sus actuales circunstancias, y que, practicadas estas diligencias, dé cuenta de todo a Su Majestad el Virrey, proponiendo la clase, número y arreglo de tropas que sea más conveniente para aquel país, y el jefe militar y político, que debe destinarse á él; que también considera la Junta debe ser á satisfacción del mencionado Obispo (...)
Comunicación del 10 de octubre de 1803

El 25 de febrero de 1804 el virrey de Buenos Aires, Joaquín del Pino, comunicó su asentimiento, lo cual fue asentado por el Ministerio de Gracia y Justicia de España con el siguiente comentario, en donde se expresa que el desierto de Atacama en su totalidad pasaba al Virreinato del Perú:

Gracia y Justicia.— Número setenta y tres.
 El Virrey de Buenos Aires ha dispuesto por su parte el cumplimiento de la Real orden de primero de octubre de mil ochocientos tres sobre auxiliar el dispuesto Establecimiento de formar población en el Puerto de Nuestra Señora del Paposo, agregación de éste y del territorio inmediato, y desierto de Atacama al Virreinato del Perú.
Respuesta del virrey de Buenos Aires

El 8 de marzo de 1804 el ya virrey del Perú y anteriormente capitán general de Chile y virrey del Río de la Plata, Gabriel de Avilés y del Fierro, comunicó al rey que esperaría la llegada de Andreu y Guerrero, y las solicitudes que este debía hacerle, para ejecutar las órdenes recibidas. Le comunicó también su opinión contraria a la formación de un poblado y fortificación de Paposo. El 8 de mayo de 1804 el virrey reiteró la comunicación.

Exmo. señor: Luego que el padre fray don Rafael Andreu, electo obispo auxiliar de las diócesis de Santiago de Chile, Charcas, Arequipa y Córdoba del Tucumán llegue á estos países y solicite las providencias correspondientes á la población y defensa del territorio del Paposo y desierto de Atacama, que S. M. se ha dignado resolver, pondré en ejecución lo que V. E. se sirve prevenirme en la real orden que sobre este negocio me comunica con fecha de primero de Octubre último, aunque anticipadamente me parece debo poner en consideración de V. E. que las circunstancias locales del Paposo no pueden proporcionar el establecimiento de una población de alguna entidad ni admitir fortificación capaz de su defensa.
 La parte que desde el Paposo mira por el norte hasta Atacama es un arenal desierto y sin agua. Hacia el sur dista de Copiapó, á cuyo curato ha pertenecido, más de cien leguas, y por camino escabroso á la costa del mar, hacia la cual sigue próxima la cordillera de los Andes. La parte del éste está casi desierta, y aunque no la he transitado, no creo que proporcione terrenos hábiles y capaces de admitir y fomentar establecimientos.
 Por estas razones no considero á su puerto tan interesante á los extranjeros para el comercio fraudulento, teniendo muchos y mejores en el distrito de la intendencia de Arequipa, y bastantes en la costa septentrional del Perú, totalmente desierta, ó con algunas miserables poblaciones de indios, desde donde se les presenta más proporción de ejercitar el comercio ilícito.
 Aún supuesta una población en el territorio y puerto del Paposo, como no puede ser sinó corta y débil, porque su situación no la permite numerosa ni presenta incentivos á la afluencia del comercio y voluntaria traslación de colonos; cualquiera fortaleza que haya de construirse seria más ventajosa al enemigo que al mismo país, porque fortificaciones en parajes donde no se puede tener una competente guarnición, ni ser socorridas por ejército ó gente de las inmediatas provincias, las juzgo más útiles al enemigo que las puede tomar y sostener, y perniciosas al territorio en cuya defensa se han colocado, y este es el caso en que en mi concepto nos hallamos por lo perteneciente al Paposo.
 Pero dado caso que aquel territorio se hiciese inexpugnable, nada habríamos adelantado, sino es un gasto inútil al erario en las obras de fortificación, su conservación y subsistencia de la tropa y demás relativo á su defensa, puesto que aquel obstáculo alejaría á los enemigos ó contrabandistas del escollo para verificar sus miras en algún punto, ó algunos de los muchos que, como he dicho, le facilitan la proporción de efectuarlas, y si en cada uno de éstos se hubiera de hacer una fortificación, serían necesarios los tesoros de Atabaliba para costearlas y los ejércitos de Jerjes para su defensa.
 No por esto es mi ánimo oponerme á las piadosas ideas de S. M., antes las considero útiles y muy propias de su cristiano corazón, en cuanto á facilitar el bien espiritual y temporal de aquellos vasallos olvidados, á cuyo beneficio propendí en el tiempo que tuve á mi cuidado el gobierno de Chile, como le consta al mismo obispo electo auxiliar, y lo continuaré ahora con más ahinco por el especial encargo de S. M. en la citada real orden que contesto.
 Dios guarde á V. E. muchos años.—Lima. Marzo ocho de mil ochocientos cuatro.— Exmo. señor.— El Marqués de Avilés.—
 Exmo. señor Ministro de Gracia y Justicia.
Respuesta del virrey del Perú

### El virrey Avilés y la Real Orden de 1805
En la Memoria que el virrey Avilés y del Fierro, marqués de Avilés, dejó con fecha 17 de julio de 1806 a su sucesor José Fernando de Abascal expresó que pese a sus observaciones el rey le había reiterado la orden el 17 de marzo de 1805, pero que no debía realizarse nada hasta que Andreu y Guerrero lo juzgase conveniente:

No se estrecha la piedad del Rey á ese único establecimiento: su religioso ánimo se conmueve por la circunstanciada relación que le hace el misionero Don Rafael Andreu y Guerrero, de las proporciones que presenta el territorio del Paposo y desierto de Atacama, en el que había ocupado cinco años dedicados á la instrucción de sus naturales para facilitar la enseñanza cristiana de que carecían por distar cien leguas de áspero y molestoso camino de la parroquia de Copiapó, de la que se nombran feligreses (...) Los auxilios para resguardar aquel puerto deberán proporcionarse por el Gobierno de Buenos Aires, el de Chile y el de esta capital, á cuyo mando se agrega; pero según el dictamen de la Junta de Fortificaciones y Defensas de Indias de 19 de agosto de 1803 adoptado y mandado cumplir en la real orden expresada, ni los comisionados que se nombran, ni los soldados ó tropas que interinamente se envíen, han de verificarlo, hasta que llegado el reverendo Obispo de Paposo, le noticie y juzgue por conveniente, á fin de que tenga tiempo de prevenir y preparar el ánimo de aquellos moradores, que sin estos anticipados avisos, podían huir y abandonar el terreno al ver llegar las embarcaciones con sus empleados.
 Aunque los buenos deseos de este celoso eclesiástico merecían mi aprobación é influjo, mas la resolución expedida para la población del Paposo, ofrecía dificultades que no me era posible disimular: así representé á Su Majestad, en 8 de marzo de 1804, que aquella playa sólo comprendería cien habitantes; que todos los contornos eran despoblados é incultos; su puerto nada frecuentado por no proporcionar ramo alguno de utilidad al comercio, á excepción de un corto acopio de pescado seco; y que formar fuertes y baterías, sin haber quien los defienda, era un sistema no adoptado por una ilustrada política. Su Majestad, en real orden de 17 de marzo de 1805, recordando lo que tengo expuesto, concluye: "que sin embargo de esas reflexiones, atendiendo al debido concepto de aquel reverendo Obispo, era su voluntad se ejecutase lo mandado": así queda el expediente para seguir su giro sucesivo con arreglo á los avisos que comunique dicho prelado (...)

Andreu y Guerrero no regresó a Paposo y el proyecto no se ejecutó. En su viaje de regreso desde España pasó por Buenos Aires permaneciendo 25 meses en espera de sus bulas consagratorias y luego arribó a Santiago de Chile, en donde el obispo local se negó a consagrarlo al episcopado. En agosto de 1806 intentó organizar una expedición para auxiliar a Buenos Aires por las Invasiones Inglesas, cruzando la cordillera de los Andes en invierno hacia Mendoza. Allí se enteró de la reconquista de Buenos Aires y se dirigió a esa ciudad, tomó contacto con los indígenas de las pampas concibiendo un proyecto para ellos y luego retornó a España. Dirigió una carta al rey desde Cádiz el 12 de noviembre de 1808 y fue consagrado obispo. Escapando de la invasión francesa regresó a América arribando a Montevideo el 2 de enero de 1810, adhiriendo a la Revolución de Mayo y pasando después a Chile, en donde José Miguel Carrera le dio el cargo de gobernador en sede vacante del Obispado de Santiago. El 7 de octubre de 1813 el gobernador de Montevideo, Gaspar de Vigodet, respondió negativamente a España el pedido de llevar adelante el proyecto de Andreu y Guerrero con los tehuelches y avisó que se había plegado a los revolucionarios de Chile. En 1814 Andreu y Guerrero renunció a sus cargos en Chile y viajó a Inglaterra, pero en 1817 volvió a España, fue confinado en un monasterio y murió el 1 de mayo de 1819 en Valladolid.

### El paposo durante el gobierno del virrey Abascal
En 1810, iniciado el proceso de emancipación americana y tras la expulsión del virrey del Río de la Plata los patriotas tomaron control de Charcas que se unió a la Junta de Buenos Aires como parte de las Provincias Unidas del Río de la Plata. El 13 de julio el virrey del Perú José Fernando de Abascal y Sousa anexó provisionalmente el territorio de la Audiencia de Charcas a su virreinato, a petición del presidente de Charcas y otros gobernadores. Aclarando el virrey en el decreto de anexión que lo hacía: hasta que se restablezca en su legítimo mando el Excmo. Señor Virey de Buenos-Ayres, y demás autoridades legalmente constituidas, pues solo la autoridad real podía desmembrar el territorio definitivamente del virreinato de Buenos Aires.
El 5 de mayo de 1813 el cosmógrafo Andrés Baleato entregó en Lima al virrey Abascal un informe que éste le había encargado, en el que afirmaba que Paposo era parte de la intendencia de Potosí del Virreinato del Río de la Plata:

(...) la Intendencia de Potosí incluye el partido y desierto de Atacama, cuyos Surgideros de Cobija, Mexillones y Paposo en esta mar, están por distantes y extraviados, en imposibilidad de atenderlos Buenos-Ayres.

En el mismo informe refiriéndose a los límites del Virreinato del Perú expresó:

Sus límites son (...) por el Sur, el gran desierto de Atacama, que separa á la Intendencia de Arequipa de las del Reyno de Chile (...)

En la Memoria que el virrey Abascal entregó a su sucesor Joaquín de la Pezuela en 1816, consignó respecto a la extensión territorial del Virreinato del Perú lo siguiente:

El Virreynato del Perú después de las últimas desmembraciones y nuevas agregaciones que se le han hecho tiene por límites al norte la provincia de Guayaquil; el desierto de Atacama al sur, comprendiendo en todo su territorio desde los 32 minutos al norte de la equinoccial hasta los 25° 10’ de latitud meridional.

Debe tenerse presente que, conforme a los límites indicados por el virrey Abascal, el caserío indígena de Paposo(25°01′S 70°28′O / -25.017, -70.467) y la región adyacente se encontraban por tanto comprendidos dentro de los límites del virreinato peruano.
El 1 de diciembre de 1817 el subdelegado de Copiapó comunicó al gobierno de Chile que remitiría a Paposo el acta de la independencia para que adhirieran sus habitantes.
En el artículo tercero de la primera Constitución Política del Estado de Chile de 1822 por primera vez se establecen, constitucionalmente y con precisión, los límites correspondientes al estado chileno: 

El territorio de Chile conoce por límites: al Sur, el Cabo de Hornos; al Norte, el despoblado de Atacama; al Oriente, los Andes; al Occidente, el mar Pacífico. Le pertenecen las islas del archipiélago de Chiloé, las de la Mocha, las de Juan Fernández, la de Santa María y demás adyacentes.

Poco antes de nacer Bolivia como estado independiente en 1825, los territorios del Paposo fueron integrados al departamento de Potosí, en razón de la orden transmitida por Antonio José de Sucre el 25 de octubre de 1825 y cumplida por el coronel Francisco Burdett O'Connor para efectuar un reconocimiento y elegir un punto costero para habilitar como puerto. La región costera se hallaba previamente controlada por las fuerzas realistas de Pedro Antonio Olañeta, jefe militar del Alto Perú, y la puna de Atacama se hallaba integrada desde 1816 a la intendencia de Salta (Provincias Unidas del Río de la Plata). Ambas situaciones fueron revertidas por orden de Sucre al frente del Ejército Unido Libertador del Perú, quedando integradas en Bolivia. El 28 de diciembre de 1825 Simón Bolívar habilitó el puerto de Cobija, que denominó La Mar, declarando que el Loa y Mejillones eran también puertos de Bolivia.

## Consecuencias

Con la independencia de Bolivia comienza la disputa de Atacama una vez que este país reclama el puerto de Cobija.

La cuestión del Paposo antecede lo que sería la disputa limítrofe de Atacama que vendría con la emancipación hispanoamericana del siglo XIX.